# Nanilla terrestris
Nanilla terrestris là một loài bọ cánh cứng trong họ Cerambycidae.